# Maison Batteux
La maison Batteux est un monument situé à Vitré, en France.

## Localisation
La maison est située dans le département français d'Ille-et-Vilaine, sur la commune de Vitré, au no 1 de la rue d'Embas, à l'angle de la rue Beaudrairie. Elle est à 150 m au sud-est du château.

## Architecture
La façade et la toiture sont classées au titre des Monuments historiques depuis le 31 décembre 1930.